# Girl's Day
Girl's Day (hangul: 걸스데이) es un grupo femenino surcoreano, creado por la agencia Dream T  Entertainment. El grupo está formado por cuatro miembros: Sojin, Yura, Minah y Hyeri. El grupo debutó el 9 de julio de 2010. En 2019, el grupo entró en hiatus debido a la finalizacion del contrato de sus integrantes, quienes no renovaron su contrato con la agencia. Sin embargo, se puede recalcar que el grupo no esta oficialmente disuelto.

## Carrera

### Pre-debut
La agencia Dream T  Entertainment comenzó las promociones de Girl's Day poco antes de su debut, con la creación de un canal en YouTube y una cuenta de Twitter, tanto para el grupo como para cada una de las miembros. Un foro hecho por la fanática también fue creado y reconocido por la agencia como su foro internacional oficial. El grupo lanzó también vídeos promocionales donde mostraron sus habilidades para el baile; dichos vídeos fueron distribuidos por centros comerciales de Seúl, ganando mucho interés.

### 2010: Debut, cambios en el grupo yNothing Lasts Forever
El 7 de julio de 2010, el grupo lanzó el primer vídeo musical Tilt My Head y dos días después debutaron con su primer sencillo digital, Girl's Day Party 1.
El 12 de septiembre del mismo año, se anunciaron cambios en el grupo: Jisun y Ji In abandonaron la agrupación, y dos nuevas miembros se integraron: Yura y Hyeri, mismas que se incorporaron el 14 de septiembre, dos días después. El 29 de octubre el grupo ya con las nuevas miembros, presentó su sencillo digital, titulado Girl's Day Party 2, y con el sencillo principal Nothing Lasts Forever que fue lanzado un día después.
En diciembre de 2010, Girl's Day consiguió su primera aparición en televisión, junto U-KISS. La serie, ''We are Dating'' (Estamos Saliendo), es un derivado del hit the la televisión ''We Got Married'' (Nos Casamos) y emparejaron a tres miembros de cada grupo en la primera temporada.

### 2011:Twinkle Twinkle,EverydayyDon't Let Your Eyes Wander
El 4 de marzo de 2011, Girl's Day saludó a sus fanes japoneses y anunciaron su segundo sencillo para el 16 de marzo. Las fotos del concepto se liberaron el 13 y 15 mientras que el Teaser de su nuevo sencillo Twinkle Twinkle se rebeló el 13 de marzo el cual alcanzó las 200,000 vistas en YouTube; el sencillo y video musical fueron lanzados completamente el 16 de marzo y actualmente tiene más de 7 millones de visitas en YouTube. El grupo regresó a M! Countdown y reaparecieron en el Music Bank, Music Core e Inkigayo esa misma semana; en todos los eventos presentaron su sencillo Twinkle Twinkle, el cual alcanzó la posición #1 en el M! Countdown y en el Music Bank. Este sencillo también gozo de gran popularidad en el ejército surcoreano. Las promociones de dicho sencillo concluyeron el 15 de mayo de 2011.
El 17 de mayo de 2011, Girl's Day tuvo su primera presentación fuera de Corea del Sur, en Taiwán, junto a U-KISS y la sub-unidad Super Junior-M; el concierto, titulado I Love You Taiwan - We are friends Concert fue llevado a cabo gracias a la colaboración de la Organización de Turismo de Corea, en Taipéi.
El 3 de julio de 2011, Girl's Day anunció su regreso con su segundo mini-álbum, Everyday, que se promovió con el título de la canción Hug Me Once, el teaser para el vídeo musical fue subido el mismo día. El video musical completo fue liberado el 6 de julio de 2011, junto con el mini-álbum. Junto con la canción Hug Me Once, el álbum contiene una canción nueva llamada Young Love, dos sencillos digitales anteriores Nothing Lasts Forever y Twinkle Twinkle, y una versión instrumental de Hug Me Once. Girl's Day se programó para comenzar sus presentaciones de regreso al Music Bank el 8 de julio. Las promociones de Hug Me Once finalizaron el 6 de agosto de 2011.
El 29 de agosto de 2011, se anunció que antes de la promoción de los grupos japoneses iban a lanzar un nuevo sencillo titulado Girls 'Day Party 4, Don't Let Your Eyes Wande como la canción principal. Las fotos del concepto se publicaron el 30 de agosto. A pesar de la falta de promoción adecuada de la canción, en sí resultó ser muy popular, ya que alcanzó el puesto #1 en varias listas musicales.

### 2012:Everyday 2y retiro de Jihae
Girl's Day lanzó su tercer mini-álbum el 17 de abril de 2012, titulado Everyday 2. El mini-álbum fue anunciado el 10 de abril, junto con la portada del álbum. El material incluyó cuatro canciones nuevas, siendo Oh My God el sencillo promocional e incluyó un sencillo anterior, Don't Let Your Eyes Wander. también contenía otras tres nuevas canciones.
El 17 de octubre de 2012, su agencia Dream T Entertainment, anunció que Jihae se retiró del grupo por motivos personales.
El grupo ahora con cuatro miembros regresó nueve días después, el 26 de octubre, con su sencillo Don't Forget Me y el quinto sencillo digital Girl's Day Party 5.  El video musical de la canción fue lanzado simultáneamente, y cuenta con una historia de la miembro Hyeri. Ese mismo día, Girl's Day presentó su nueva canción en el Music Bank. 
El 31 de diciembre de 2012 fue revelado por uno de los representantes del grupo, que ellas presentarían su primer álbum de larga duración en febrero de 2013 con el grupo conformado por cuatro miembros ahora. También se reveló que Dream Tea Entertainment la agencia del grupo, está considerando la incorporación de una nueva miembro.

### 2013:Expectation y Female President
El 7 de marzo, los detalles sobre el álbum fueron revelados: el álbum se llama Expectation y fue lanzado el 14 de marzo, coincidiendo con el White Day, celebración surcoreana. Yura es presentada como la miembro principal en sencillo promocional, titulado de igual manera, Expectation.
Girl's Day planearon hacer un comeback el 24 de junio con el primer álbum 'repackage' de Expectation. El 20 de junio de 2013 fue lanzado un teaser del sencillo 'Female President'. Girl's Day liberaron su primer álbum repackage 'Female President' el 24 de junio. Con esta canción, consiguieron su primer premio en un concurso de música, concretamente 'Inkigayo' el 7 de julio. El 27 de julio anunciaron que habían acabado las promociones de 'Female President' y continuarían con un sencillo digital llamado 'Please Tell Me' que fue lanzado el 30 del mismo mes. 
El 10 de octubre Girl's Day lanzaron la canción 'Let's Go' escrita y compuesta por Sojin para los jóvenes adultos para obtener valor y no preocuparse de su futuro (ya que los exámenes finales estaban cerca).
El 20 de diciembre, la compañía de Girl's Day, Dream T anunció que sacarían su tercer mini-álbum el 3 de enero de 2014. Sobre el concepto dijeron que ''En comparación con sus anteriores canciones 'Expectation' y 'Female President' será un concepto más maduro...Todos los miembros ya son adultos así que el rango de las canciones y los bailes ha aumentado así que podrán mostrar sus encantos femeninos. '' El 27 de diciembre se mostró la foto teaser en la que se revelaba que el mini-álbum se llamaba Everyday III, y la canción principal sería ''Something'' producida por Duble Sidekick. La foto teaser fue revelada mediante el Facebook oficial de Girl's Day y el teaser vídeo el 30 de diciembre.

### 2014:Everyday 3,Everyday 4yI Miss You

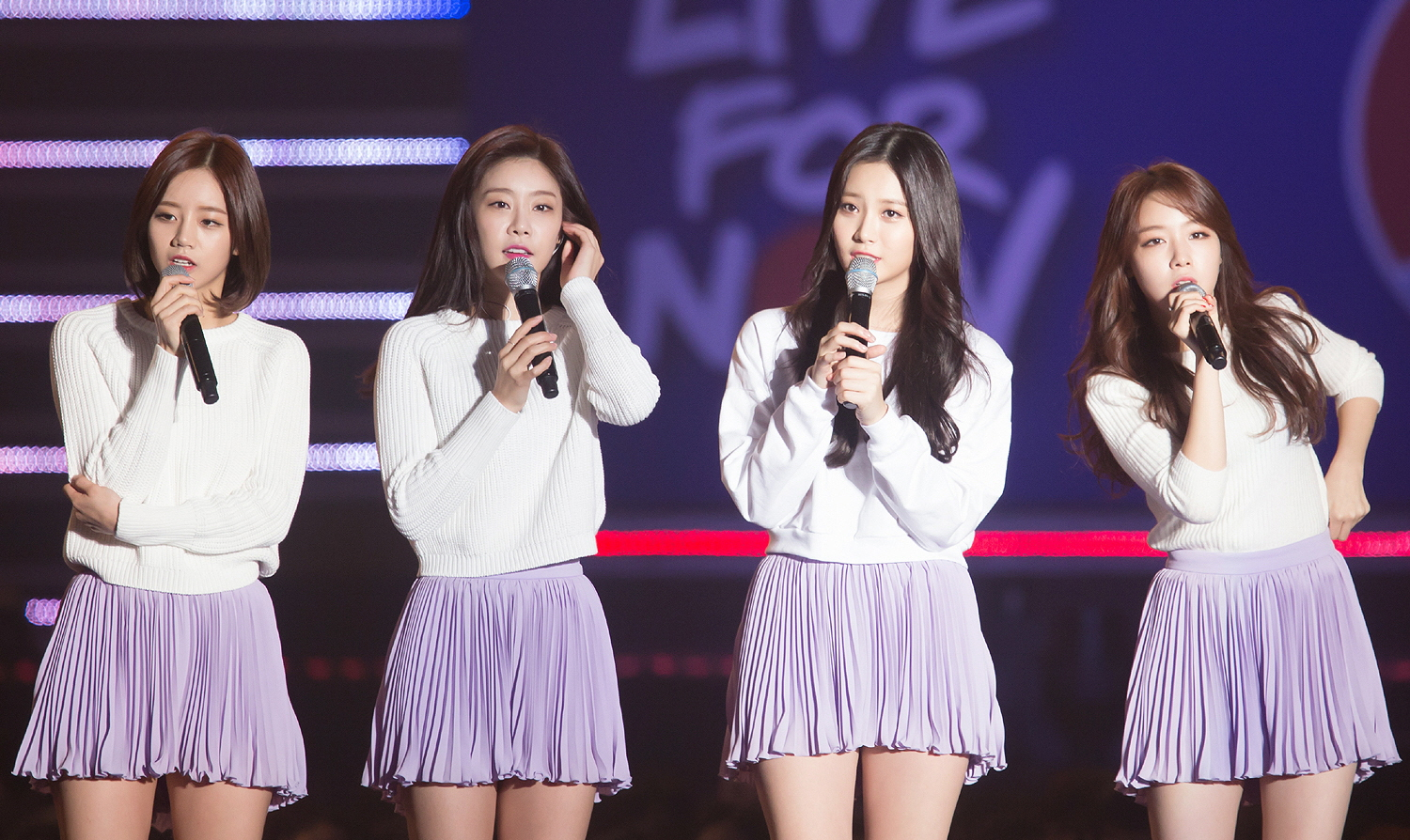
Girl's Day en noviembre de 2014

El 3 de enero de 2014, el grupo lanzó el mini-álbum Everyday 3. El álbum incluye las canciones "GSD" (Intro) "Something", "Whistle" y "Show You", todas escritas y producidas por Duble Sidekick . El video de la canción "Something" alcanzó un millón de visitas en un día. "Algo" se convirtió en su canción más exitosa, alcanzando el número 2 en el Billboard Hot 100 en Corea y Gaon Digital Chart. También teve el ranking número 1 en enero en Gaon Digital Chart y se quedó en el top 10 del K-Pop Hot 100 durante ocho semanas. La promoción de "Something" comenzó el 3 de enero en el Music Bank, la música ganó premios en cinco programas de música. A finales de 2014, "Something" ganó la Mejor Actuación de Danza por un grupo femenino en Mnet Asian Music Awards.
En julio de 2014, la "Darling" sencillo fue lanzado con el álbum Everyday 4, producido nuevamente por Duble Sidekick. El álbum también incluye la canción "Summer Party" (Intro), "Look at Me" y "Timing". El 15 de octubre, lanzaron "I Miss You". El 26 de noviembre, Girl'S Day lanzó Best Album en Japón.

### 2015-presente:Hello Bubble,Love
En 12 de mayo de 2015, Girl's Day lanzó el proyecto "Hello Bubble" en colaboración con Mise-en-scène, una marca de tintes para el cabello.
Girl's Day teve regresó 6 de julio con el segundo álbum completo y un showcase en el mismo día, la promoción del nuevo álbum y celebrando el quinto aniversario del grupo con los fanes. El álbum se llama "Love" y el title track es "Ring My Bell" también incluye las canciones "With Me", "Come Slowly", "Macaron" y "Top Girl".
Girl's Day tuvo su debut en Japón en 30 septiembre, con el álbum Girl's Day Autumn Party con las versiones japonesas de "Darling", "Twinkle Twinkle" y "Ring My Bell".

## Miembros

### Actuales
| Nombre artístico | Nombre artístico | Nombre de nacimiento | Nombre de nacimiento | Fecha de nacimiento              | Posición                                                |
| Romanización     | Hangul           | Romanización         | Hangul               | Fecha de nacimiento              | Posición                                                |
| ---------------- | ---------------- | -------------------- | -------------------- | -------------------------------- | ------------------------------------------------------- |
| Sojin            | 소진             | Park Sojin           | 박소진               | 21 de mayo de 1986 (39 años)     | Líder, Vocalista Líder y Bailarina                      |
| Yura             | 유라             | Kim Ah-young         | 김아영               | 6 de noviembre de 1992 (32 años) | Rapera Principal, Vocalista y Bailarina                 |
| Minah            | 민아             | Bang Minah           | 방민아               | 13 de mayo de 1993 (32 años)     | Vocalista Principal, Bailarina e Imagen del grupo       |
| Hyeri            | 혜리             | Lee Hyeri            | 이혜리               | 9 de junio de 1994 (31 años)     | Bailarina Principal, Vocalista, Rapera, Visual y Maknae |

### Retiradas
| Nombre artístico | Nombre artístico | Nombre de nacimiento | Nombre de nacimiento | Fecha de nacimiento             |
| Romanización     | Hangul           | Romanización         | Hangul               | Fecha de nacimiento             |
| ---------------- | ---------------- | -------------------- | -------------------- | ------------------------------- |
| Jihae            | 지해             | Woo Ji-hae           | 우지해               | 14 de mayo de 1989 (36 años)    |
| Jisun            | 지선             | Hwang Ji-sun         | 황지선               | 17 de octubre de 1989 (35 años) |
| Ji In            | 지인             | Lee Ji-in            | 이지인               | 13 de marzo de 1992 (33 años)   |

- Ji In: abandonó el grupo en septiembre de 2010, para perseguir una carrera de actuación.
- Jisun: abandonó el grupo en septiembre de 2010, para estudiar música de acuerdo a sus preferencias. En 2011 se cambió su nombre a JN y debutó con New.F.O., otro grupo femenino.
- Jihae: abandonó el grupo en octubre de 2012, por causas personales.

## Discografía

### Álbumes
- Expectation (2013)
- Love (2015)

### EP
- Girl's Day Party 1 (2010)
- Everyday (2011)
- Everyday 2 (2012)
- Everyday 3 (2014)
- Everyday 4 (2014)
- I Miss You (2014)
- Everyday 5 (2017)

### Singles
- 2010: Tilt My Head
- 2010: How Do I Look
- 2010: Nothing Lasts Forever
- 2011: Twinkle Twinkle
- 2011: Hug Me Once
- 2011: Don't Let Your Eyes Wander
- 2012: Oh! My God
- 2012: Blue Rain 2012
- 2012: Don't Forget Me
- 2013: White Day
- 2013: Expectation
- 2013: Female President
- 2013: Please Tell Me
- 2013: Let's Go
- 2014: Something
- 2014: Darling
- 2014: I Miss You
- 2015: Hello Bubble
- 2015: Ring My Bell
- 2017: I'll Be Yours

## Filmografía

### Shows y Documentales
| Año  | Show              | Red        | Nota                     |
| ---- | ----------------- | ---------- | ------------------------ |
| 2011 | Kira Kira Slim    | Mnet Japão | Documental, 26 Episodios |
| 2014 | Human Documentary | MBC        | documental               |
| 2014 | Picnic Live       | MBC Music  | Show                     |
| 2015 | One Fine Day      | MBC Music  | Serie, 8 Episodios       |

### Shows de Variedades
| Show                             | Año                              | Red         | Nota                  |
| -------------------------------- | -------------------------------- | ----------- | --------------------- |
| Weekly Idol                      | 2011 - 2012 - 2013 - 2014 - 2015 | MBC Every 1 | Invitado              |
| Idol Star Athletics Championship | 2012 - 2013 - 2014 - 2015        | MBC         | Elenco                |
| After School Club                | 2013 - 2014 - 2015               | Arirang     | Invitado              |
| Beatles Code 2                   | 2012 - 2013                      | Mnet        | Invitado              |
| Flower Bouquet                   | 2010                             | MBC         | Invitado              |
| We Are Dating                    | 2010                             | MBC Every 1 | Elenco                |
| Quiz to Change the World         | 2011                             | MBC         | Invitado              |
| Director's Cut                   | 2011                             | Mnet        | Invitado              |
| Mnet M! Pick                     | 2011                             | Mnet        | Invitado              |
| Real Men                         | 2013                             | MBC         | Invitado              |
| Escape Crisis No. 1              | 2014                             | KBS2        | Invitado              |
| Eco Village                      | 2015                             | SBS         | Invitado (Ep 13 - 14) |
| Life Bar                         | 2017                             | tvN         | Ep. #19 - invitadas   |

## Premios
2010
- Décimo 'Seoul Success Award': Premio al Cantante Recién Llegado
- 18th Korean Culture Entertainment Awards: New Generation Popular Music Teen Singer Award

2011
- 18th Republic of Korea Entertainment Arts Awards: Best Female Rookie Award
- 7th Soompi Gayo Awards: Top Digital Single "(Twinkle Twinkle)"

2012
- 1st Gaon Chart K-Pop Awards: Discovery of the Year
- 20th Korean Culture Entertainment Awards: Idol Music Excellence Award

2013
- 21th Korean Culture Entertainment Awards: Idol Excellence Award

2014
- 2014th Asian Model Awards ''Popular Singers''
- 3rd Gaon Chart K-Pop Awards  ''15 semanas en el Top 50'' (Expectation)
- Gaon Chart K-Pop Awards ''Long Run Song Of The Year''
- Mnet Asian Music Awards - MAMA 2014:  Best Dance Performance Female

### Programas Musicales

#### Inkigayo
- 7 de julio de 2013 con ''Female President''
- 12 de enero de 2014 con ''Something''
- 2 de febrero de 2014 con ''Something''

#### Show Champion
- 8 de enero de 2014 con ''Something''

#### Music Core
- 11 de enero de 2014 con ''Something''

#### M! Countdown
- 6 de febrero de 2014 con ''Something''
- 13 de febrero de 2014 con "Something"

## Nominaciones de premios
- Quintos Premios de Melón: Top 10 Artistas Bonsang (Female President)
- MAMA (Mnet Asian Music Awards) Mejor Baile Grupo Femenino (Expectation)
- MAMA: BC - Mejor Canción del Año (Expectation)